# Antoine-Rémi Polonceau
Antoine-Rémy Polonceau (Reims, 8 de novembro de 1778 — Roche-lez-Beaupré, 31 de dezembro de 1847) foi um engenheiro francês.
É um os 72 nomes na Torre Eiffel.